# Arțari (okręg Călărași)
Arțari – wieś w Rumunii, w okręgu Călărași, w gminie Ileana. W 2011 roku liczyła 596 mieszkańców.